# Trail-Gletscher
Der Trail-Gletscher ist ein stark zerklüfteter, rund 8 km langer und 6 km breiter Gletscher im ostantarktischen Mac-Robertson-Land. An der Südflanke des Mount Menzies in den Prince Charles Mountains fließt er 3 km entfernt von dessen Gipfel aus einem Firnfeld in einer Höhe von etwa 2750 m über 900 m steil bergab und mündet einige Kilometer weiter in den Antarktischen Eisschild.
Luftaufnahmen der Australian National Antarctic Research Expeditions und Vermessungen bei der Erkundung der Prince Charles Mountains zwischen 1960 und 1961 dienten seiner Kartierung. Das Antarctic Names Committee of Australia benannte ihn nach dem australischen Geologen David Scott Trail (* 1931), der im Dezember 1961 an der Erkundung des Bergs beteiligt war.